# تیمور ملک

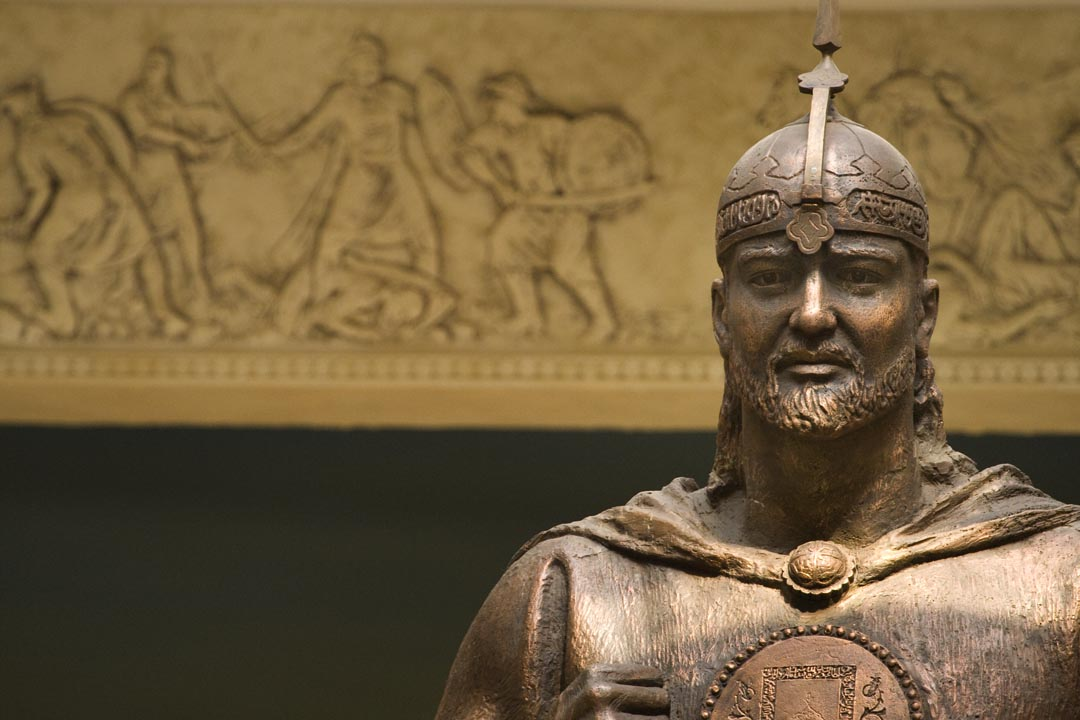
نمایی از تندیس تیمور ملک در خجند - ژوئن ۲۰۰۸

تیمور ملک سرداری تاجیک ، امیر و رهبر مدافعان خجند در زمان  حمله مغول به خوارزمشاهیان بود. پس از محاصرهٔ سمرقند و اشغال آن شهر شاه محمد خوارزمی به داخل مرزهای کنونی ایران و به یکی از جزایر جنوب دریای خزر پناه برد و پس از آن دیگر چاره ای برای سازمان دهی مبارزهٔ ضد مغول نیاندیشید. 
پس از قتل عام سمرقند آن قسمت از لشکر مغول که برای گرفتن خجند اعزام شده بود، اگر چه مدت زیادی این شهر باستانی تاجیکان را در محاصره داشت به اشغال آن نایل نشد. از این رو پس از تصرف بخارا و سمرقند یک واحد بزرگ از سربازان مغول به یاری محاصره‌کنندگان خجند آمدند و بدین ترتیب ده‌ها هزار نفر قوای چنگیزی در اطراف شهر تجمع کردند. رهبری دفاع از شهر در این هنگام برعهده تیمور ملک بود. مدافعان شهر فقط آنگاه به ترک شهر مجبور شدند که دیگر امکان مقاومت در برابر دشمن نمانده بود. آنها به جزیره ای واقع در رود سیحون ظاهراً یک کیلومتر پایین تر از شهر رفته و سنگر گرفتند و از آن جا مبارزهٔ خود را علیه استیلاگران ادامه دادند. این جزیره برای دفاع بسیار مناسب بود. زیرا در جایی واقع گردیده بود که دشمن نمی توانست آن را هدف قرار دهد. وقتی که مغول ها در مقابل این سنگر مدافعان خجند عاجز ماندند تصمیم گرفتند که بر روی رود سیحون سدی بسازند و بدین وسیله خود را به جزیره برسانند. بدین منظور اسرای نظامی را به حمل سنگ از کوه و ساختن سد وادار کردند. سربازان تیمور ملک برای بی اثر کردن تیر دشمن روی کشتی های خود را با نمد پوشانده و با گل انداوه کردند. آنها شب هنگام و بامدادان با چنین کشتی هایی به ساحل نزدیک می شدند و به قوای مغول حمله می آوردند و سد آنها را ویران نموده باز می گشتند. قهرمانی های مدافعان خجند یکی از درخشان ترین صفحات تاریخ ایران به شمار می آید. 
آنها به رغم نیروی نابرابر خود، مبارزه را در مقابل قشون پرشمار دشمن قطع نکردند. لیکن وقتی که ذخیرهٔ خواربار به آخر رسید تیمور ملک مجبور شد جزیره را ترک کند. در نزدیکی شهر خجند در جنگی که درگرفت تقریباً تمامی سربازان تیمور ملک هلاک شدند. ولی تیمور موفق شد با عدهٔ کمی از هلاکت رهایی یابد و خود را به خوارزم و در جایی که بقیهٔ قشون قلع و قمع گردیدهٔ خوارزمشاه در آن جمع آمده بودند برساند. 
تیمور ملک تمام مردان جنگی را در خوارزم متحد نموده و چندین بار علیه استیلاگران مغول به عملیات جنگی دست زد. وی بر دشمن چند ضربهٔ شدید وارد آورده و حتی موفق شد شهر یانیکنت را یکی از بزرگ ترین شهرهای منطقهٔ سفلای رود سیحون بود، تصرف نماید ولی از آنجا که بین تیمور ملک و دیگر سرلشکران خوارزمشاهیان وحدت و تفاهم موجود نبود او نتوانست این کامیابی نظامی خود را توسعه بخشد و ناچار به خوارزم مراجعت نمود.تیمور مالک مدتی قبل از حمله مغول به فرمانداری خجند منصوب شد، شهری که به خاطر تاکستان‌ها و باغ‌هایش، تجارت و شهروندان جسور شهرت دارد. این شهر یک ارگ نیز داشت و با ورود مغولان، شهروندان پشت دیوارهای آن عقب نشینی کردند. او در سال 1220 در دفاع از شهر در برابر مغول ها درگذشت.[۲]